# نموذج هوية كاس
يعتبر نموذج هوية كاس أحد النظريات الأساسية لتطوير هوية المثليين والمثليات، وقد تم تطويره في عام 1979 من قبل فيفيان كاس. كان هذا النموذج من أوائل النماذج التي تعاملتا مع المثليين كأمر طبيعي في مجتمع مغاير الجنس وفي مناخ من رهاب المثلية بدلاً من التعامل مع المثلية الجنسية نفسها على أنها مشكلة. وصفت كاس عملية من ست مراحل لتطوير هوية المثليين والمثليات. وفي حين أن هذه المراحل متسلسلة، قد يقوم بعض الأشخاص بإعادة النظر في المراحل في فترات زمنية مختلفة من حياتهم.
يمكن أن تكون الاستجابات الممكنة: تجنب المعلومات حول المثليات والمثليين؛ والسلوك المثبط؛ وإنكار الذات للمثلية الجنسية («تجربة»، «حادث»، «سكر فقط»، «مجرد النظر»). وغالبًا ما يبقي الرجال المشاركة العاطفية منفصلة عن الاتصال الجنسي؛ وغالبًا ما تكون لدى النساء علاقات عاطفية قوية ولكن غير جنسية.

## إرتباك الهوية
في المرحلة الأولى، أي ارتباك الهوية، يندهش الشخص للتفكير في نفسه كشخص مثلي.  «هل يمكنني أن أكون مثلي الجنس؟» تبدأ هذه المرحلة ب وعي الشخص الأول بأفكار ومشاعر ومناطق الجذب للمثليين أو المثليات. ويشعر الناس عادة بالارتباك ويعانون من الاضطراب.
بالنسبة إلى السؤال «من أنا؟»، يمكن أن تكون الإجابات: قبولًا، أو إنكارًا ذاتيًا نفسيًا، أو قمعًا، أو رفضًا.